# Station Bellvitge
Bellvitge is een station van de Rodalies Barcelona. Het is gelegen in de gemeente L'Hospitalet de Llobregat. Het station is gekoppeld aan FGC-metrostation Gornal.

## Lijnen
| Eindbestemming         | Vorig station        | Lijn | Volgend station | Eindbestemming    |
| ---------------------- | -------------------- | ---- | --------------- | ----------------- |
| Castelldefels          | El Prat de Llobregat |      | Sants           | Granollers Centre |
| Aeroport               | El Prat de Llobregat |      | Sants           | Maçanet-Massanes  |
| Sant Vicenç de Calders | El Prat de Llobregat |      | Sants           | Barcelona França  |
| Reus                   | El Prat de Llobregat |      | Sants           | Barcelona França  |